# 彭嘉庆
彭嘉庆（1909年12月28日—1993年8月14日），中国人民解放军中将，1955年获二级八一勋章、一级独立自由勋章、一级解放勋章，1988年获一级红星功勋荣誉章。文化大革命中遭受迫害，被关押两年。